# Sheffield United Football Club
El  Sheffield United Football Club és un club de futbol anglès, de la ciutat de Sheffield a Yorkshire.

## Història
El Sheffield United Football Club fou fundat el 1889. L'equip començà essent un club de criquet. El 1898 guanya la seva primera lliga anglesa.

## Trajectòria i palmarès
- Lliga anglesa del 1897-98
- 4 Copa anglesa: 1898-99, 1901-02, 1914-15, 1924-25
- Lliga anglesa de Segona Divisió del 1952-53.
- Lliga anglesa de Quarta Divisió del 1981-82.

## Jugadors destacats
- 1890s: Ernest Needham, William Foulke
- 1900s: Alf Common
- 1910s: Albert Sturgess
- 1920s: Billy Gillespie, Fred Tunstall, Harry Johnson
- 1930s: Jimmy Dunne, Jock Dodds, Bobby Barclay
- 1940s: Jimmy Hagan
- 1950s: Joe Shaw, Ted Burgin, Graham Shaw
- 1960s: Alan Hodgkinson, Derek Pace, Mick Jones
- 1970s: Tony Currie, Alan Woodward, Len Badger, Trevor Hockey, Alex Sabella
- 1980s: Keith Edwards, Colin Morris
- 1990s: Brian Deane, Tony Agana, Alan Kelly
- 2000s: Michael Brown, Paul Peschisolido